# 天津桃花园

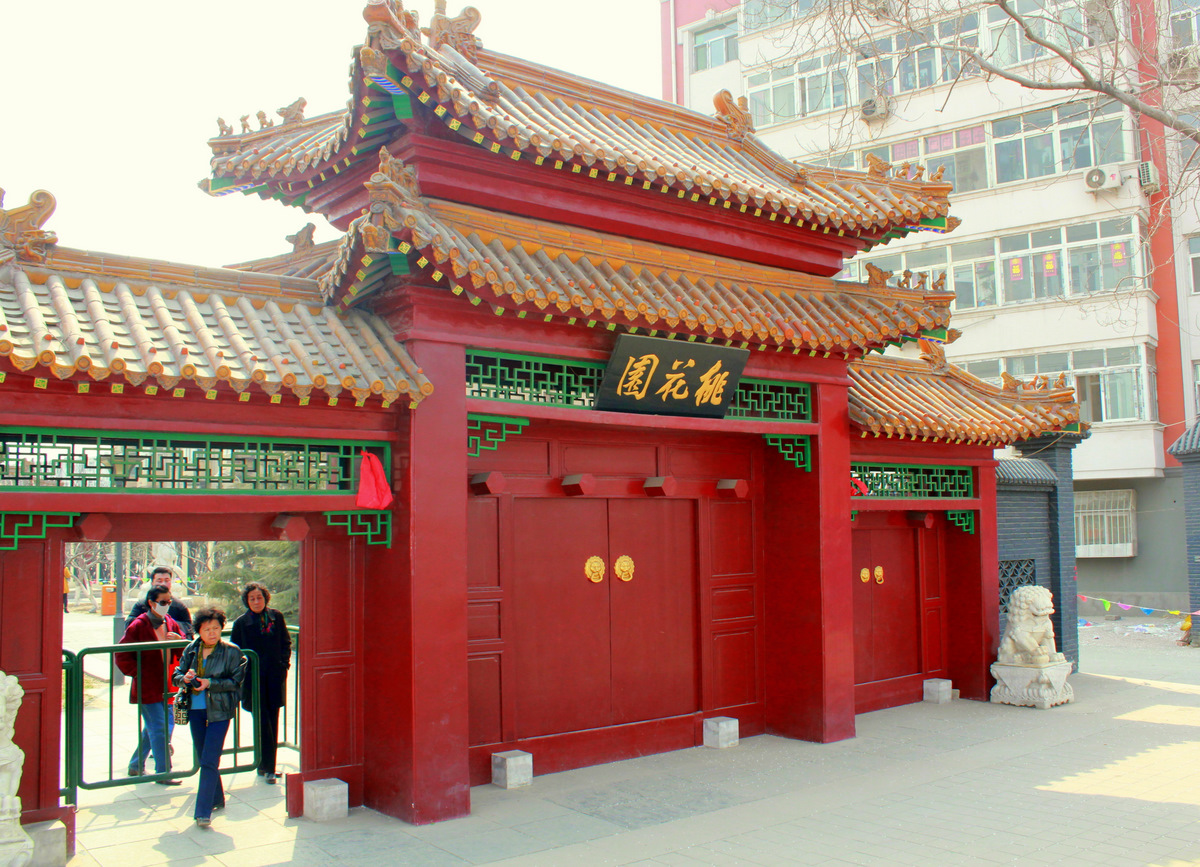
桃花园正门

天津桃花园又称桃花堤，桃柳堤。位于天津北运河南岸，占地约1.2万平方米，自西向东与北洋园相连。园内种有桃树、垂柳，堤后有高大槐树，堤坡树木成林，林间驻有甬道、凉亭，凉亭内有立桃柳堤碑铭一座。

## 历史
最早的桃花堤是指由西沽地区沿北运河向西北直至今天津市北仓镇桃花口、桃花渡和桃花寺的范围，时称“杨柳桃花三十里”。此时的桃花堤，是以桃花口、桃花渡一带为中心。

康熙四十七年，康熙南巡江浙，正值南方桃花花期之末期，赏桃花之兴致未尽。而当康熙皇帝沿运河返京，路过天津桃花堤一带，不想又能见桃花盛开之景，惊喜之余，故提笔留下词《点绛唇》一首。

乾隆三十一年，天津遭水灾，乾隆下旨安排救灾事宜。于乾隆三十二年春至北运河，查看灾情，勘查堤坝修筑，观赏了桃花堤美景，在北运河畔“弃舟登岸策马进城”，并赋诗两首。

清代中后期，桃花堤的名称逐渐转移到西沽一带。
 
1900年，庚子事变，义和团首领曹福田在西沽武器库被英国海军司令西摩尔（Edward Hobart Seymour）带领的八国联军击溃，武器库被联军炸毁，桃柳被焚毁。

1902年，北洋大学堂迁往西沽武器库旧址，学校师生又种植了大量桃柳树，使桃花堤重新成为观赏桃花的胜地。
六十年代，每逢春季此地仍有桃花盛开，绵延数百米，但文革初期被全部砍伐。

1985年，天津市政府为开发北运河桃花堤的旅游资源，将修建桃花园列为改善城市人民生活十项大事之一。

1991年，天津市政府又实施了桃花堤二期工程。恢复了北运河畔桃红柳绿的自然风光，并建成桃诗园、北洋园。

## 艺术影响
- 查昌业《即景》：“寻芳步步踏青来，柳外何人筑钓台？七十二沽春水活，午鸡声里野桃开。”
- 清崔旭《津门百咏》：“几家茅屋各东西，见说桃花夹岸红。剩有一湾流水碧，桃花依旧笑春风。”
- 康熙《点绛唇》：“再见桃花，津门红映依然好。回銮才到，疑是春两报。锦缆仙舟，星夜盼晨晓。情飘渺，艳阳时袅，不是垂阳老。”
- 乾隆《西沽二首》
- 华鼎元《桃花寺》“老树犹存三两珠，土冈起伏接平芜。行人欲识春深浅，但看桃花开也无？”
- 坐落于桃花堤旁，北运河畔的北洋大学，于1935年8月将“桃花堤”与“运河”两个元素编入了其校歌之中：花堤霭霭，北运滔滔，巍巍学府，北洋高。

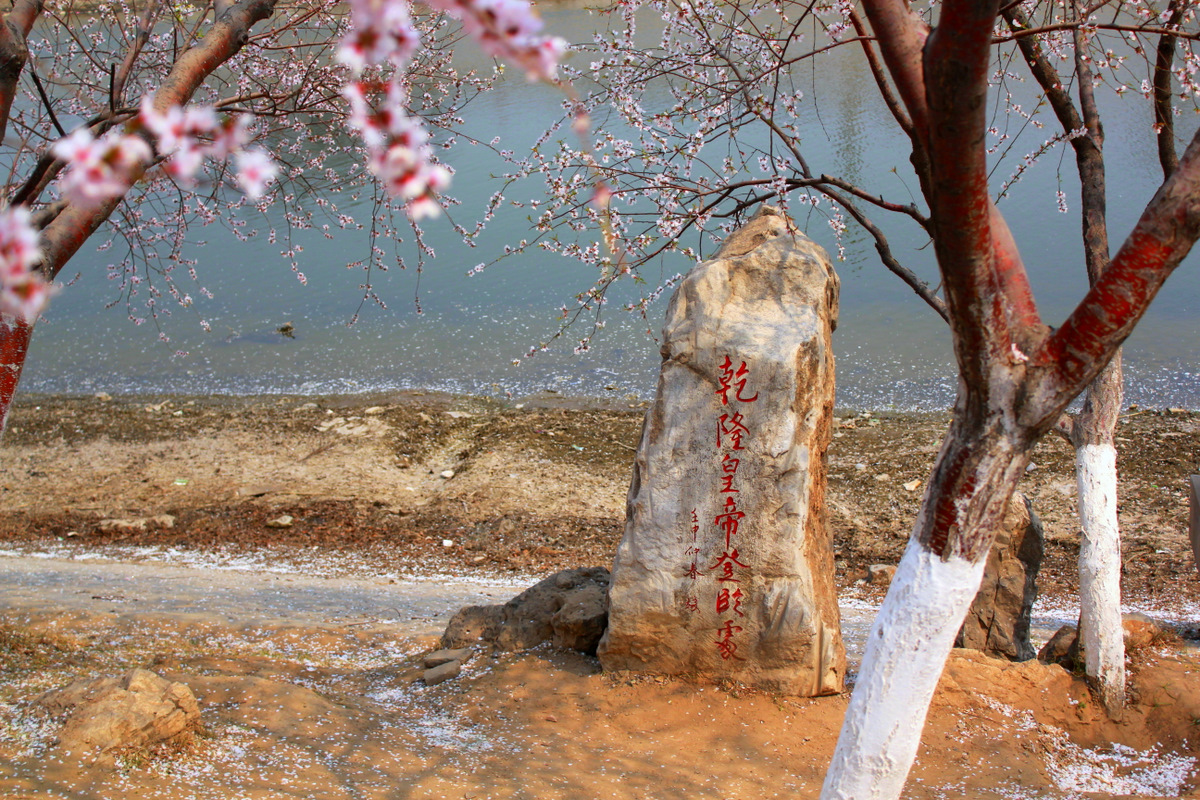
乾隆皇帝登临处纪念石刻

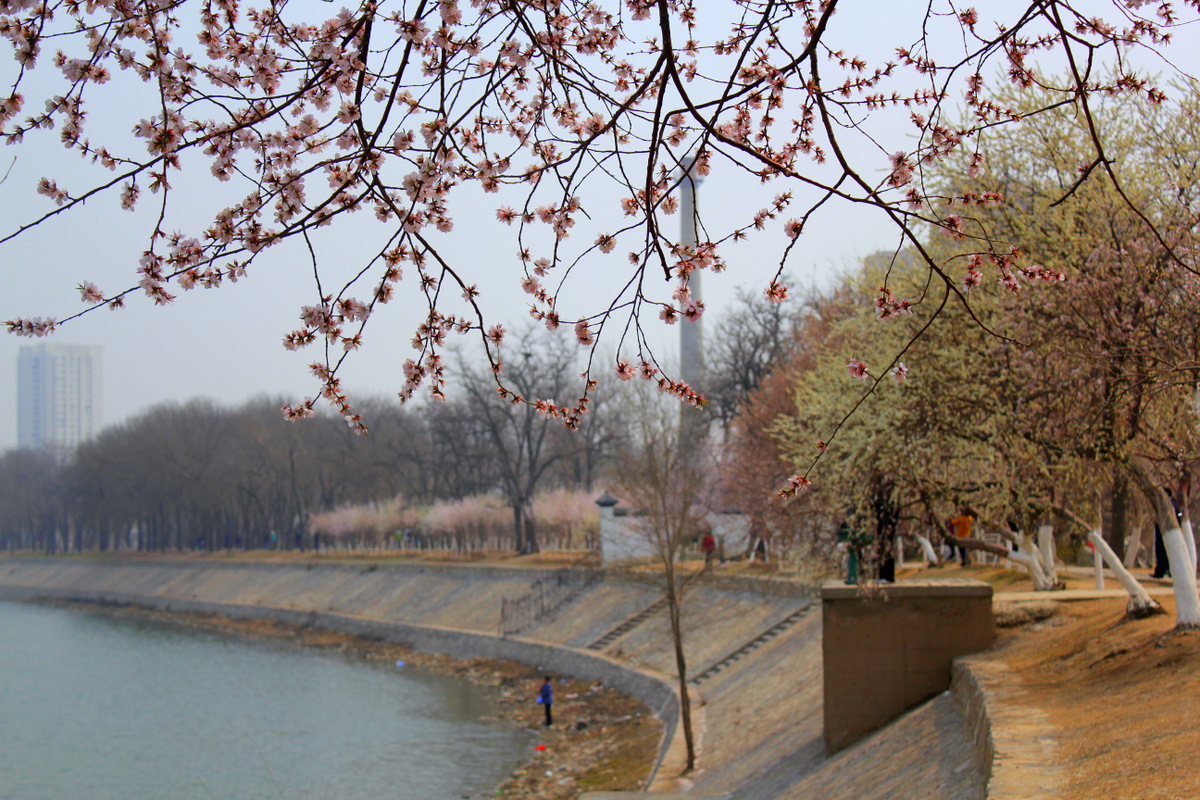
如今改造后的桃花堤

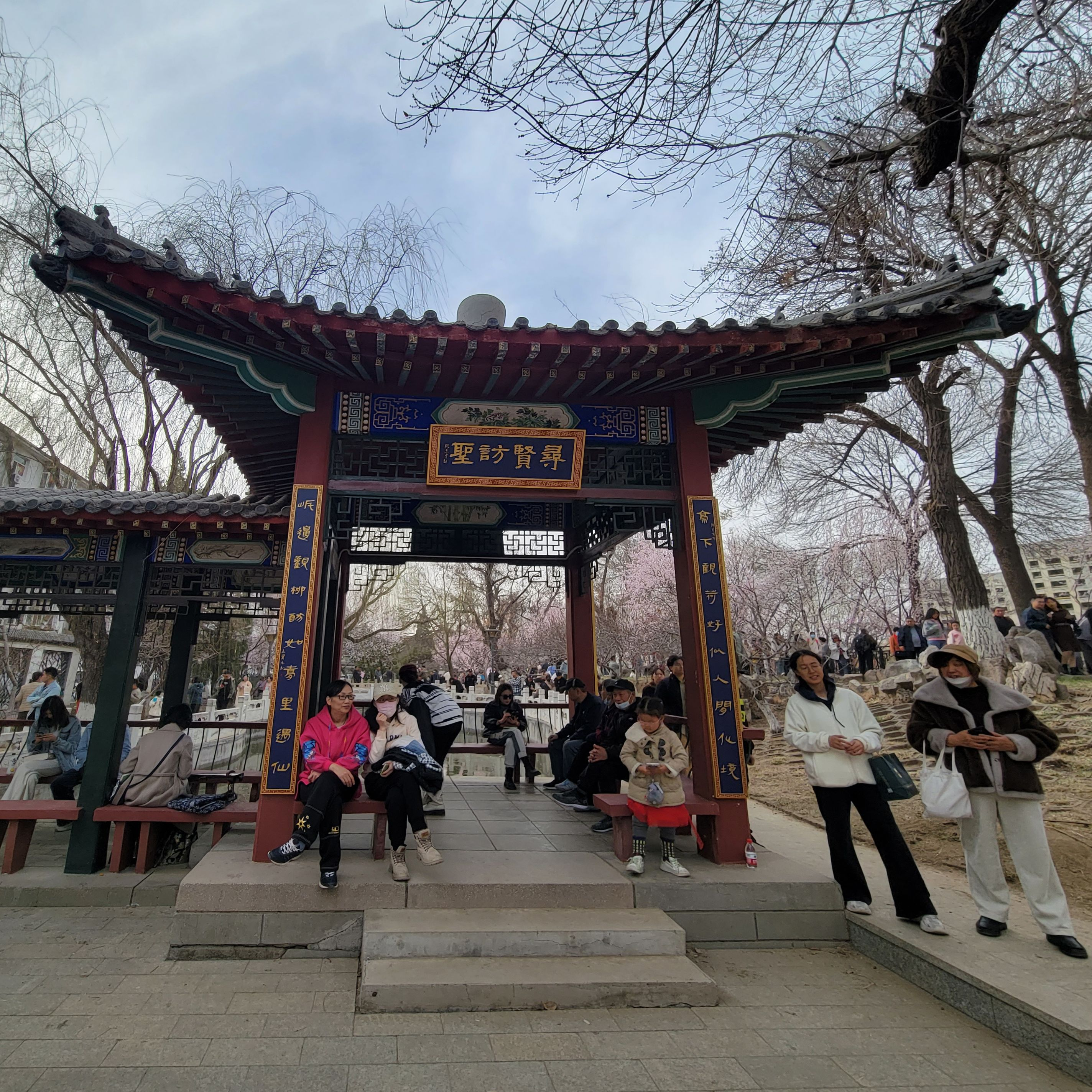
桃花园内的寻贤访圣亭

## 园内景观
园内现有桃花园牌坊、迎春洞、清乾隆皇帝登临处（现无从考证）、桃柳堤碑、龙亭、园中园、五龙壁、观桃台、桃诗园石刻砖雕及诗句墙，池塘等景观。

## 运河桃花节
1990年以来，每逢春季，天津市红桥区政府都会在这里以及北洋园举办桃花节盛会，汇集书画展、盆景展、各种民间花会于此，社区书画爱好者在桃花园内现场作画，汉服文化团体亦经常到此展开宣传交流活动，秧歌、腰鼓等多支民间花会表演团队也会进行演出。